# Alpiscorpius zloporubovici
Espèce
Alpiscorpius zloporubovici est une espèce de scorpions de la famille des Euscorpiidae.

## Distribution
Cette espèce est endémique de Serbie. Elle se rencontre dans les monts Tara.

## Description
Le mâle holotype mesure 24,30 mm et la femelle paratype 24,56 mm. Alpiscorpius zloporubovici mesure de 22 à 26 mm.

## Étymologie
Cette espèce est nommée en l'honneur de Matija Zloporubović.

## Publication originale
- Tropea, 2021 : « Concerning some Balkan Euscorpiidae populations (Scorpiones: Euscorpiidae). » Biologia Serbica, vol. 43, no 2, p. 1-33 (texte intégral).